# 临河农场
临河农场，是中国内蒙古自治区巴彦淖尔市临河区下辖的一个类似乡级单位。

## 行政区划
临河农场共辖以下地区：
一分场、二分场、三分场、四分场、五分场、六分场、七分场、八分场、九分场。